# Ceramius linearis
Ceramius linearis är en stekelart som beskrevs av Johann Christoph Friedrich Klug 1824. Ceramius linearis ingår i släktet Ceramius och familjen Masaridae. Inga underarter finns listade.